# Kutsuki (Klan)

Wappen der Kutsuki

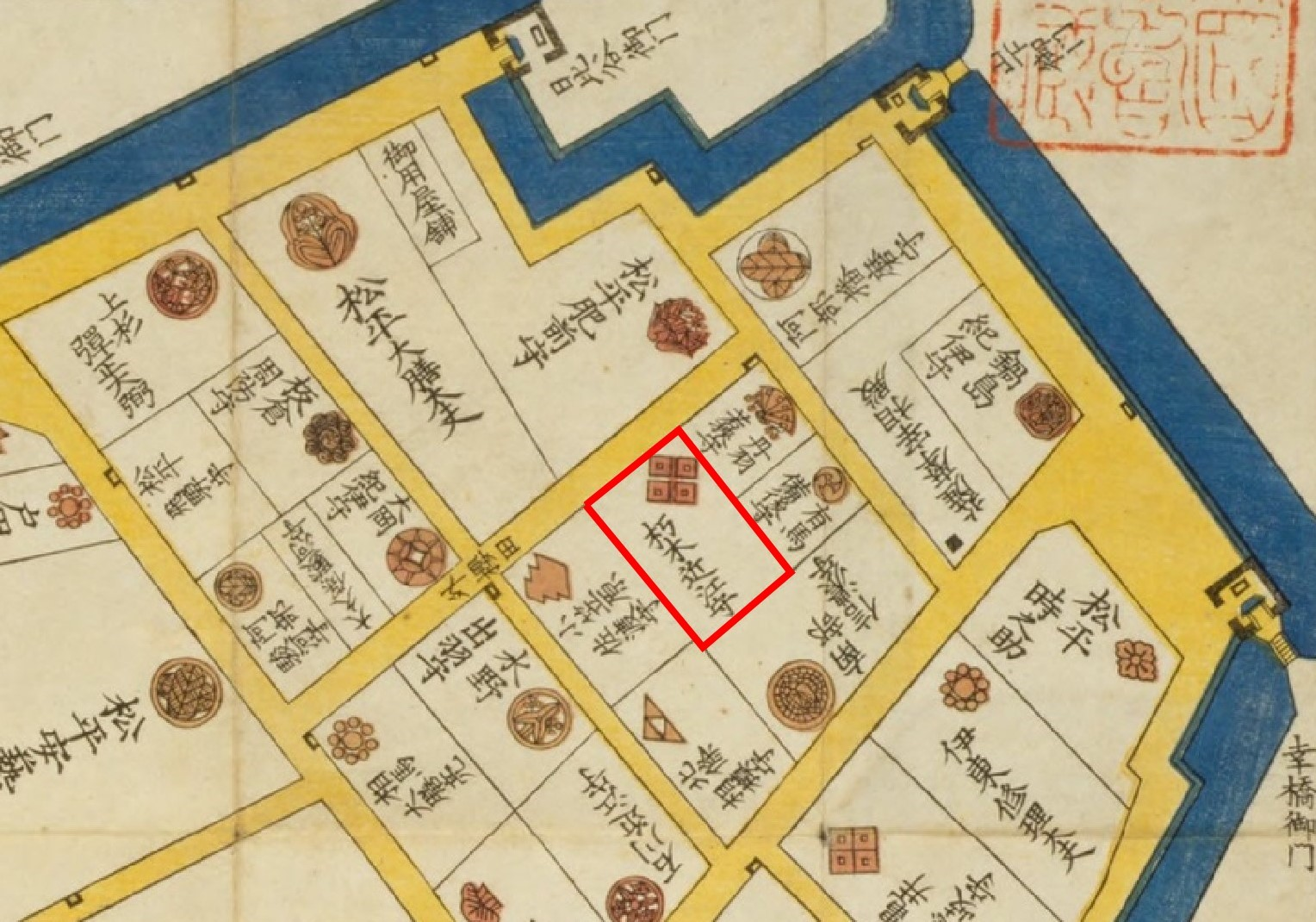
Residenz der Kutsuki in Edo

Die Kutsuki (japanisch 朽木氏, Kutsuki-shi)  waren eine Familie des japanischen Schwertadels (Buke). Die zuletzt in Fukuchiyama (Präfektur Kyōto) residierenden Kutsuki gehörten mit einem Einkommen von 32.000 Koku zu den kleineren Fudai-Daimyō der Edo-Zeit.
Sasaki Nobutsuna (佐々木 信綱, 1181–1242) erhielt nach dem Jōkyū-Krieg 1221 für seine Verdienste das Lehen Kutsuki in der Provinz Ōmi und sein Urenkel Yoshitsuna (義綱) benannte sich nach diesem.

## Genealogie
- Tanetsuna (稙綱) war zu Beginn des 16. Jahrhunderts ein treuer Vasall Ashikaga Yoshiharus.
- Mototsuna (元綱; 1549–1632), Tanetsunas Enkel, hatte drei Söhne, unter die er seinen Besitz aufteilte. Der älteste, Nobutsuna (宣綱; 1582–1662), der den Hauptzweig fortsetzte, erhielt 6350 Koku, die anderen beiden, darunter Tanetsuna II., je 2000 Koku.
- Tanetsuna II. (稙綱; 1605–1660) erhielt 1636 eine Einkommenserhöhung des Familienstammsitzes Kutsuki, wodurch er zum Daimyō wurde und einen Familienzweig begründete. 1647 wurde er nach Kanuma (Shimotsuke) und dann 1649 nach Tsuchiura (Hitachi) mit 30.000 Koku versetzt.
- Tanemasa (種昌; 1643–1714), Sohn des Tanetsuna II., wurde 1669 nach Fukuchiyama (Tamba) mit 32.000 Koku versetzt.
- Masatsuna (1750–1802), Daimyo und Übersetzer
- Weitere Nachkommen, die bis 1868 als Daimyo residierten. Danach Vizegraf.